# Destin, Florida
Destin är en stad (city) i Okaloosa County, i delstaten Florida, USA. Enligt United States Census Bureau har staden en folkmängd på 12 489 invånare (2011) och en landarea på 19,9 km².